# Czarodzieje
Czarodzieje – wydany w 1995 roku wspólny album grupy muzycznej Trawnik i Kuby Sienkiewicza.

## Lista utworów
| 1.  | „Trawnik”           | 2:06  |
|     |                     |       |
| 2.  | „Rokowy Betowen”    | 2:24  |
|     |                     |       |
| 3.  | „Kwiat jabłoni”     | 2:47  |
|     |                     |       |
| 4.  | „Marymoncki Dżon”   | 3:52  |
|     |                     |       |
| 5.  | „Franek, ja i Hela” | 2:06  |
|     |                     |       |
| 6.  | „Czarodzieje”       | 3:37  |
|     |                     |       |
| 7.  | „Kanada Ameryka”    | 3:22  |
|     |                     |       |
| 8.  | „Odchodzimy”        | 3:02  |
|     |                     |       |
| 9.  | „Szary blues”       | 3:17  |
|     |                     |       |
| 10. | „Przyspieszenie”    | 3:41  |
|     |                     |       |
| 11. | „Wademekum”         | 2:37  |
|     |                     |       |
| 12. | „Dni pogardy”       | 2:56  |
|     |                     |       |
| 13. | „Nie boję się”      | 4:02  |
|     |                     |       |
| 14. | „Sen”               | 3:34  |
|     |                     |       |
| 15. | „Zielony ptaszek”   | 3:49  |
|     |                     |       |
| 16. | „Animatefma”        | 4:57  |
|     |                     |       |
| 17. | „Komornik”          | 0:46  |
|     |                     |       |
|     |                     | 52:55 |
|     |                     |       |

## Wykonawcy
- Krzysztof Bień – saksofon altowy, śpiew (1, 2, 4, 5, 9-15)
- Kuba Sienkiewicz – gitara rytmiczna, gitara prowadząca, śpiew (2-5, 7, 8, 13)
- Andrzej Owczynnikow – kontrabas, kontrabas elektryczny, gitara basowa, syntezator (1-12, 14-17)
- Mariusz Radzikowski –  programowanie rytmu (1, 9)
- Marcin Rybak – gitara rytmiczna, gitara prowadząca, chórki, syntezator, programowanie rytmu (1, 9)
- Henryk Wasążnik – saksofon altowy, saksofon tenorowy, chórki (1, 7, 9-11, 14, 15)
- Tomasz Konopiński – śpiew, gitara, synth, mandolina, flet, fletnia, harmonia, instrumenty perkusyjne (2-6, 8, 10-12, 14-16)
- Mikołaj Kuczkowski – gitara rytmiczna, gitara prowadząca (10, 11, 14, 15)
- Robert Szambelan – perkusja (10-12, 14, 15)
- Ludmiła Łączyńska – chórki (14)
- Aneta Owczynnikow – skrzypce (8, 12)
- Mirosław Kaim – instrumenty perkusyjne (1, 9)
- Jarosław Kopeć – perkusja, instrumenty perkusyjne (2, 3, 7, 8)
- Piotr Łojek – rozmowy nocne (4)
- Daniel Rojek – gitara solowa, śpiew (4, 5)
- Remigiusz Dziewulski – syntezator (13)

- realizacja nagrań: A. Martyniak, Remigiusz Dziewulski, Marcin Rybak